# Josef Öman
Josef Öman (* 24. März 1884 auf Ljusterö; † 13. März 1944 in Stockholm) war ein schwedischer Porträt- und Landschaftsmaler sowie Grafiker.

## Leben
Öman war Student von Kunstakademien in Paris, Düsseldorf und Berlin. Häufig malte er in der Bretagne und Normandie.